# Mikhail Mzhelsky
Bản mẫu:Eastern Slavic name
Mikhail Vyacheslavovich Mzhelsky (tiếng Nga: Михаил Вячеславович Мжельский; sinh ngày 29 tháng 3 năm 1995) là một cầu thủ bóng đá người Nga. Anh thi đấu cho FC Kazanka Moskva.

## Sự nghiệp câu lạc bộ
Anh ra mắt chuyên nghiệp tại Giải bóng đá chuyên nghiệp quốc gia Nga cho F.K. Zenit-2 Sankt Peterburg vào ngày 15 tháng 7 năm 2013 trong trận đấu với F.K. Tosno.